# Fortín de las Flores
Fortín de las Flores – miasto w Meksyku, w stanie Veracruz.